# Johann Leonard Hoffmann

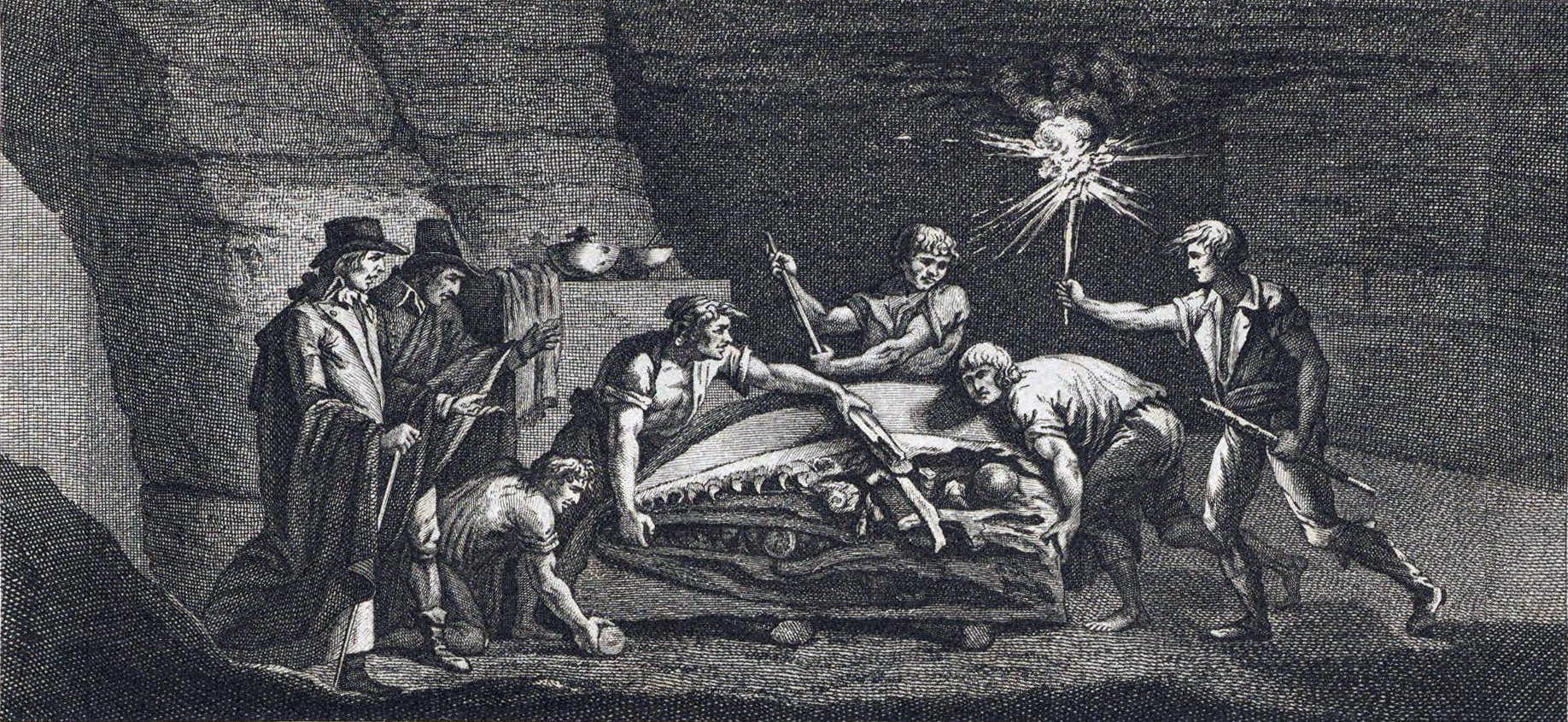
De Mosasaurus- schedel, ontdekt in de grotten van Maastricht, is het eerste fossiel van een uitgestorven reptiel dat als zodanig is geïdentificeerd. De Saint-Fonds romantische maar onnauwkeurige voorstelling van de ontdekking van de Mosasaurus met links Hoffmann.

Johann Leonard Hoffmann (1710–1782) was een Maastrichtse legerchirurg en amateurgeoloog die fossielen verzamelde van de plaatselijke Sint-Pietersberg. Hij staat bekend om de fossielen die naar hem zijn vernoemd, en was een van de drie mensen waarmee contact werd opgenomen over de ontdekking van de Mosasaurus in 1766, en vooral de tweede in de jaren 1770 bekend als "le grand animal", die later naar Parijs werd gebracht door Napoleons leger in 1794.

## Geschiedenis

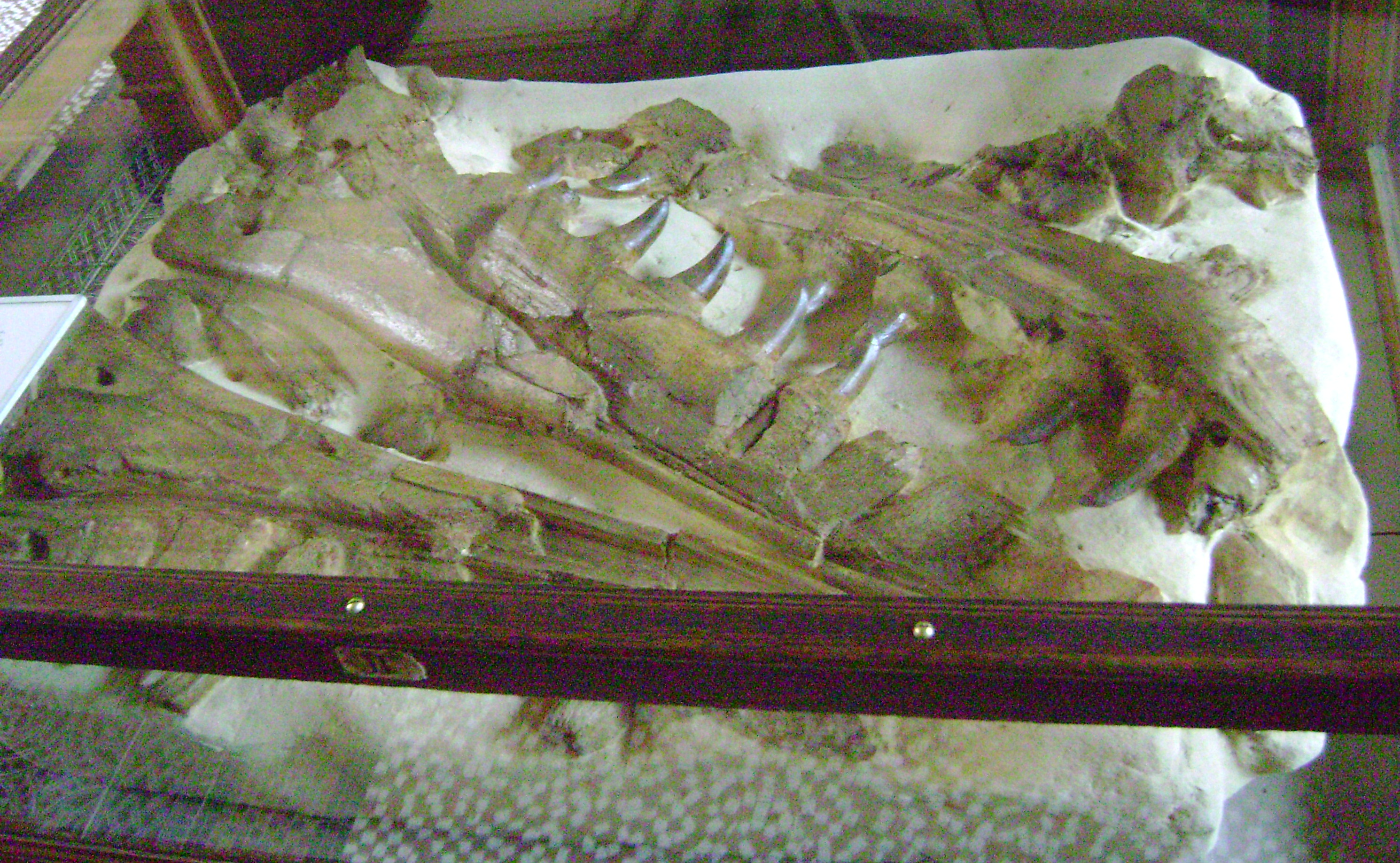
De eerste schedel, gevonden in 1764, gekocht in 1784 door Campers leerling Martin van Marum voor het Teylers Museum, waar het nu nog ligt.

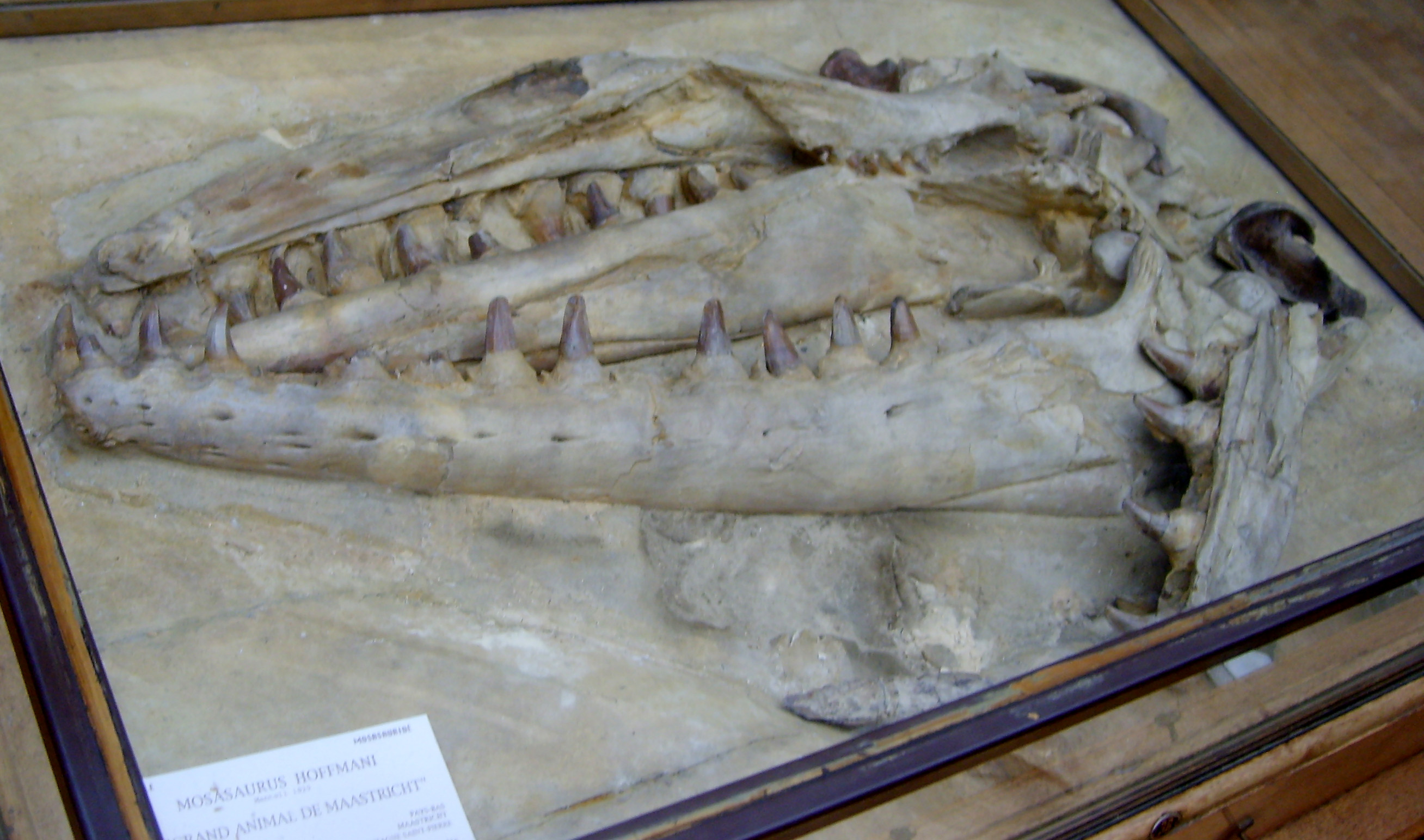
De tweede schedel, kaakfragmenten van het holotype van M. hoffmannii, bekend als het "grote dier", werd als oorlogsbuit meegenomen naar Parijs, waar het vandaag de dag wordt bewaard in het Muséum national d'histoire naturelle

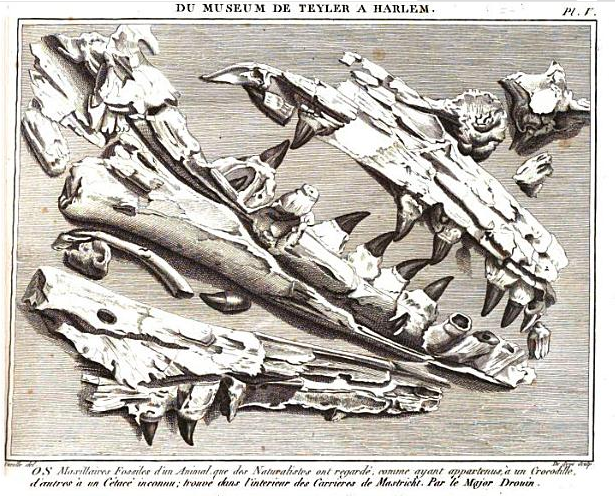
De eerste schedel, gravure uit het boek uit 1799 van Barthélemy Faujas de Saint-Fond

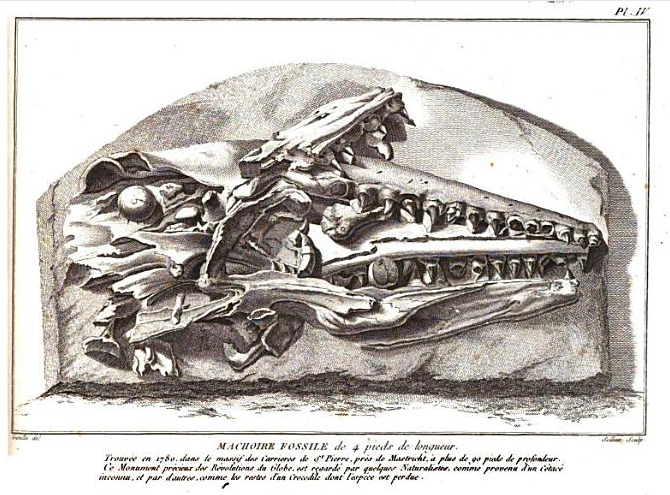
De tweede schedel, gravure uit het boek uit 1799 van Faujas de Saint-Fond

In 1798 publiceerde Barthélemy Faujas de Saint-Fond zijn eerste deel van een monumentale natuurhistorische reeks, genaamd Histoire naturelle de la montagne de Saint-Pierre de Maestricht, dat ook een verslag bevatte van de omstandigheden van de vondst. Volgens hem betaalde Dr. Hoffmann de steenhouwers toen ze hem op de hoogte brachten van fossiele vondsten. Toen in 1770 de tweede schedel werd gevonden, zou Hoffmann de opgraving hebben geleid. Daarna eiste een andere plaatselijke amateur-geoloog, de plaatselijke kanunnik-priester Theodorus Joannes Godding (1722-1797), zijn rechten als landeigenaar op en dwong Hoffmann zijn eigendom af te staan door middel van een rechtszaak, die hij won door de rechtbank te beïnvloeden. Of dit verhaal nu wel of niet op feiten was gebaseerd, De Saint-Fond bewaarde het exemplaar voor de wetenschap en beloofde Godding een aanzienlijke beloning om zijn verlies te compenseren. Van dit beroemde verhaal kan echter heel weinig worden gestaafd door archiefmateriaal. Godding was de oorspronkelijke eigenaar, Hoffmann heeft het fossiel nooit in bezit gehad en er is geen rechtszaak geweest. Faujas de Saint-Fond heeft waarschijnlijk nooit iets betaald en het hele verhaal lijkt door hem te zijn verzonnen om zijn boek spannender te maken. De plaatselijke legerluitenant Jean Baptiste Drouin was ook een fervent verzamelaar van fossielen, en zowel Drouin als Hoffmann correspondeerden met de beroemde amateur-geoloog Petrus Camper over de vondsten. Camper stelde dat het dier een walvis was, of in ieder geval een zeedier, in plaats van een landdier. Faujas de Saint-Fond hield vol dat het een krokodil was, terwijl Campers zoon Adriaan beweerde dat het een varaan was en Georges Cuvier dacht dat het iets nog onbekends was (het concept van uitsterven was nieuw).
Veel later beschuldigde Hermann Schlegel Hoffmann van het vervalsen van zijn waarnemingen van het fossiel. Schlegel was de eerste die ontdekte dat de ledematen eigenlijk flippers waren.

Andere fossielen die naar Hoffmann zijn vernoemd zijn de reuzenschildpad Allopleuron en een andere varaan Varanus.

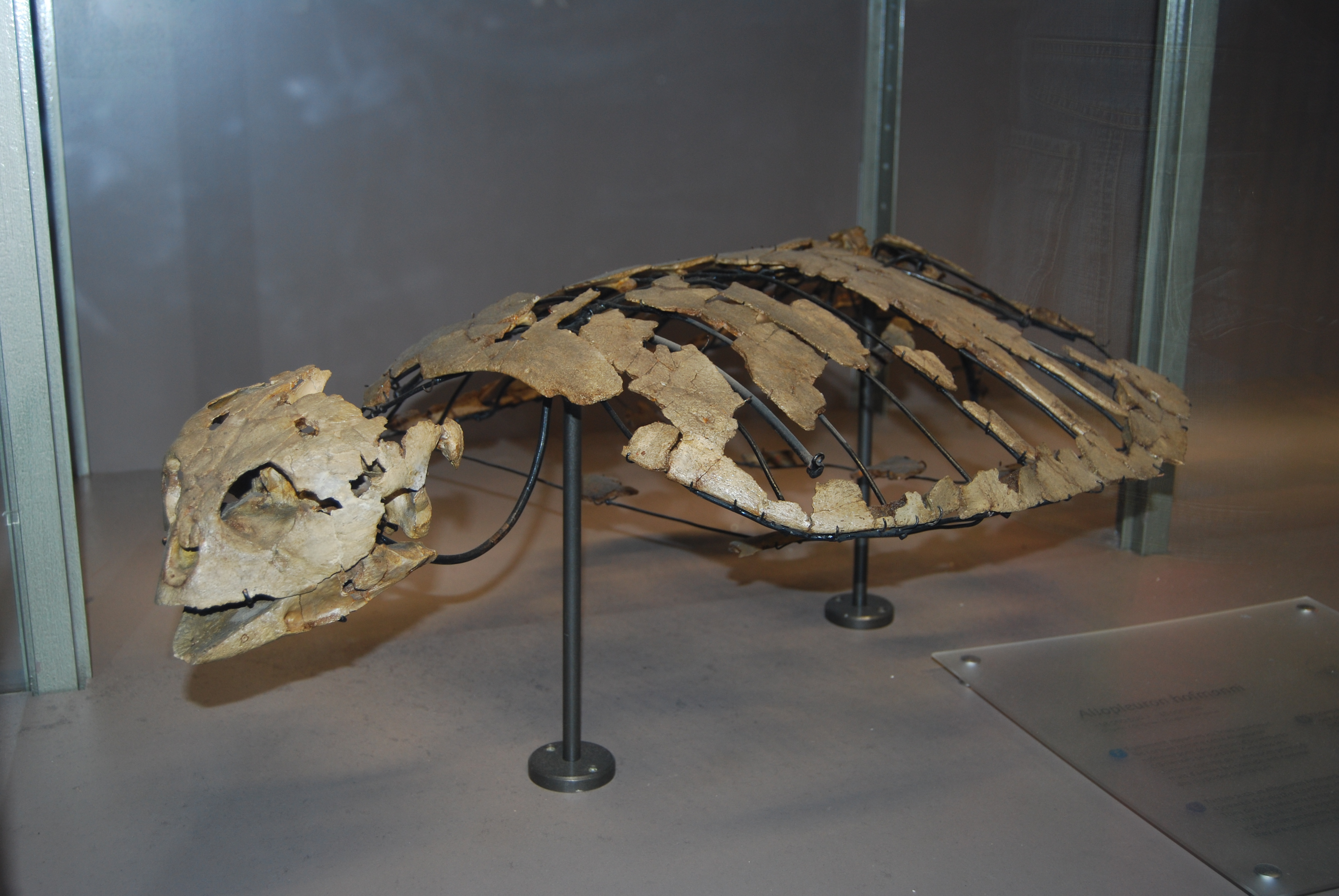
Uitgestorven zeeschildpad Allopleuron hoffmani
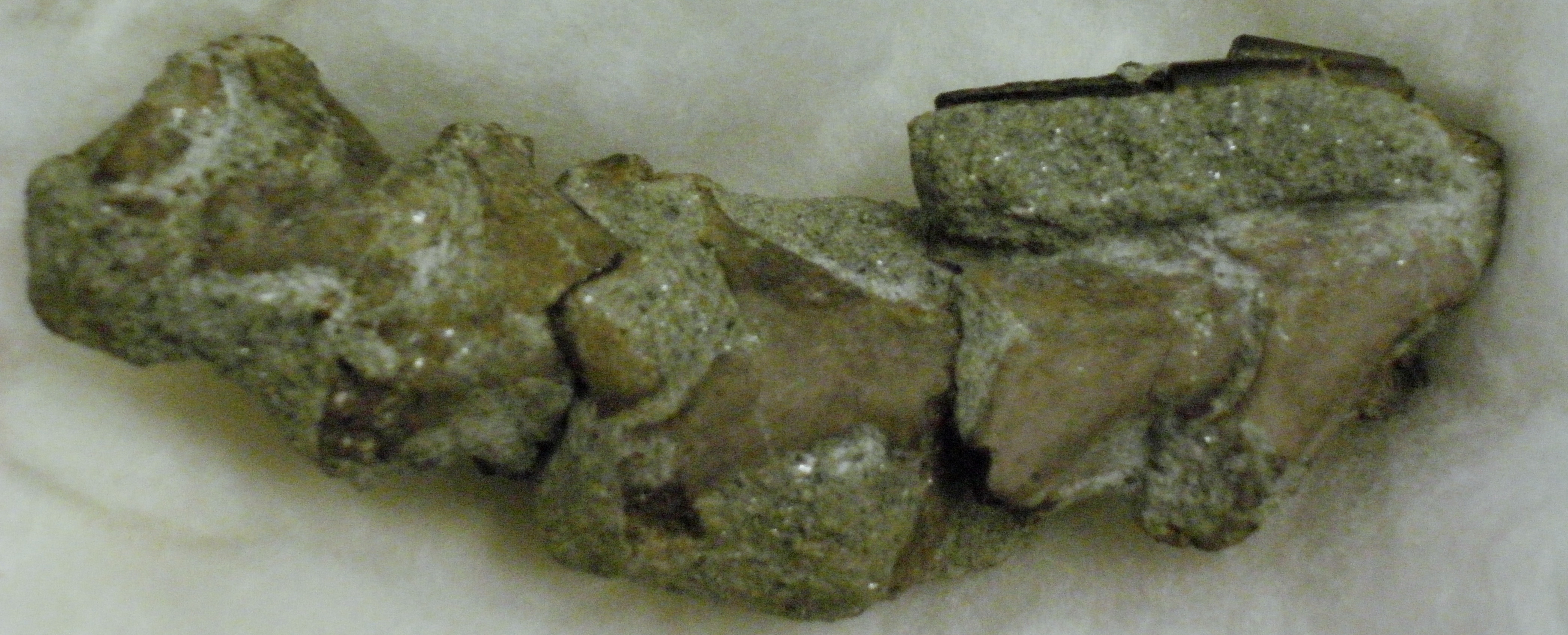
Mioceen monitorhagedis, Varanus hoffmani, uit Servië